# تیونگ هیو کینگ
تیونگ هیو کینگ (انگلیسی: Tiong Hiew King؛ زادهٔ ۱۹۳۵ (۸۹–۹۰ سال)) کارآفرین و سرمایه‌دار اهل مالزی است.